# Wissenschaftssprache
Wissenschaftssprache ist eine Fachsprache. Sie dient der fachlichen Kommunikation in wissenschaftlichen Diskursen. Wissenschaftssprache ist stark formalisiert und normiert (Fachstil); in einigen wissenschaftlichen Disziplinen sind Formalisierung und Normierung stärker ausgeprägt als in anderen.
In Wissenschaftssprachen wird die Zuordnung zwischen Fachtermini und ihren Designaten vielfach durch Festsetzungsdefinitionen hergestellt. Die Interpretation von Kalkülen setzt ausdrücklich formulierte Bezeichnungsregeln voraus. In der Praxis werden Festlegungen unter anderem durch Terminologien und Fachwörterbücher vorgenommen.

## Syntax
Neben dem besonderen Fachwortschatz zeichnet sich die Wissenschaftssprache auch durch Eigenheiten der Syntax aus. Der Sprachwissenschaftler Harald Weinrich stellte in einem Aufsatz von 1989 (in etwas pointierter Weise) als Besonderheit der Wissenschaftssprache drei (unbewusste) „Verbote“ heraus:
- Ein Wissenschaftler sagt nicht „Ich“.
- Ein Wissenschaftler erzählt nicht.
- Ein Wissenschaftler benutzt keine Metaphern.

Als Grund für alle drei Verbote nimmt Weinrich das Gebot der Objektivität in der Wissenschaft an, wodurch Wissenschaftler versuchen, von ihren eigenen Standpunkten und Meinungen zu abstrahieren. Das erste Verbot wurde empirisch (durch Auszählen der Verwendung in Wissenschaftstexten) bestätigt. Üblich sind stattdessen entweder Passivkonstruktionen oder Zuschreibungen in der dritten Person („der Verfasser“). Auch das zweite Verbot soll vermutlich die besondere Objektivität hervorheben, nach der Beschreibung (Deskription) im Zentrum steht. Sind erzählende Passagen notwendig, werden sie nicht im Präteritum, das eher an Romane und literarischer Erzählungen erinnert, sondern im Perfekt vorgebracht. Weinrichs drittes Verbot ist vielfach kritisiert worden, da zumindest in einigen Wissenschaften sogar sehr viele metaphorische Wendungen geprägt und verwendet werden (z. B. Teilchenphysik).

## Historischer Überblick
Immer wieder in der Geschichte wurde eine einheitliche Wissenschaftssprache, im Sinne der Festlegung auf eine Einzelsprache (z. B. Englisch), gefordert. Das Folgende soll einen historischen Überblick über den Wandel der vorherrschenden Einzelsprache in der Wissenschaft geben.
Als erste Wissenschaftssprache im antiken Abendland kann man auf Grund der kulturellen Leistungen Griechenlands das Griechische betrachten. Dies setzte sich in römischer Zeit fort, in der das Griechische gleichberechtigt neben dem Latein im gesamten Imperium Romanum anerkannt wurde. Erst im Laufe des Mittelalters setzte sich dann immer mehr Latein als alleinige Wissenschaftssprache durch. Es galt als kleines „Verbrechen“, nicht in Latein zu publizieren. Werke, die nicht in Latein verfasst wurden, betrachtete man nicht als wissenschaftlich.
Im arabisch-indischen Raum galt auch das Arabische als Wissenschaftssprache, da der Koran in Arabisch verfasst worden war und der Islam sich rasant ausbreitete. Sehr bald wurde das antike Wissen aus dem Griechischen und Aramäischen ins Arabische übersetzt, so im Baghdader Haus der Weisheit. Islamische Universalgelehrte wie Avicenna, Alhazen und Averroes bewahrten das antike Wissen und entwickelten es weiter. Oft wurden die arabischen Werke von Europäern ins Lateinische übersetzt (Beispiel: Übersetzerschule von Toledo).
Im Zuge des Humanismus wurde das Latein auch als alleinige Wissenschaftssprache immer mehr abgelöst. Mitte des 15. Jahrhunderts wurden rund drei Viertel der gedruckten Texte noch in Latein gedruckt (siehe auch Inkunabel, Abschnitt Verteilung nach Orten und Sprache) – bereits im 16. Jahrhundert nur noch etwa ein Viertel.
Das Deutsche hatte später – beinahe ein Jahrhundert lang – den Status einer der drei weltweit führenden Wissenschaftssprachen (neben Englisch und vor Französisch), da im 19. Jahrhundert und beginnenden 20. Jahrhundert zahlreiche Erfindungen und neue wissenschaftliche Erkenntnisse im deutschsprachigen Raum entstanden.
Nach den beiden Weltkriegen setzte sich Englisch als in den meisten Bereichen des internationalen wissenschaftlichen Austauschs führende Sprache durch. Dies ist zum einen auf die Herrschaft des Britischen Imperiums, zum anderen auf die Weltmachtstellung der USA zurückzuführen und auf die zwei Weltkriege selber. Auch der Exodus der deutsch-jüdischen Intelligenz während der nationalsozialistischen Diktatur und der deutschen Intelligenz in den Jahren nach 1945 spielte eine große Rolle, da viele Wissenschaftler in die USA emigrierten.
Nach Ansicht des Deutschen Kulturrates hat die Wissenschaftssprache Deutsch in den Naturwissenschaften so gut wie keine Bedeutung mehr, nur noch 1 % der entsprechenden Beiträge erscheine in deutscher Sprache.